# Пуна-де-Атакама

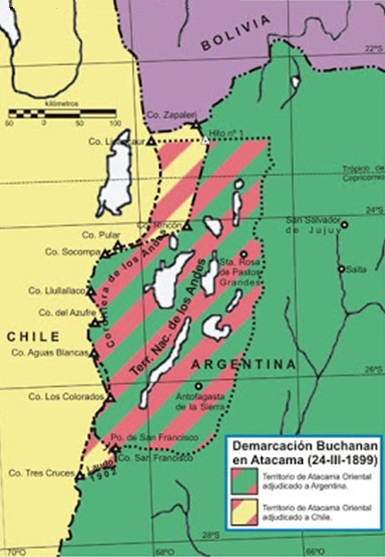
Пуна-де-Акатама

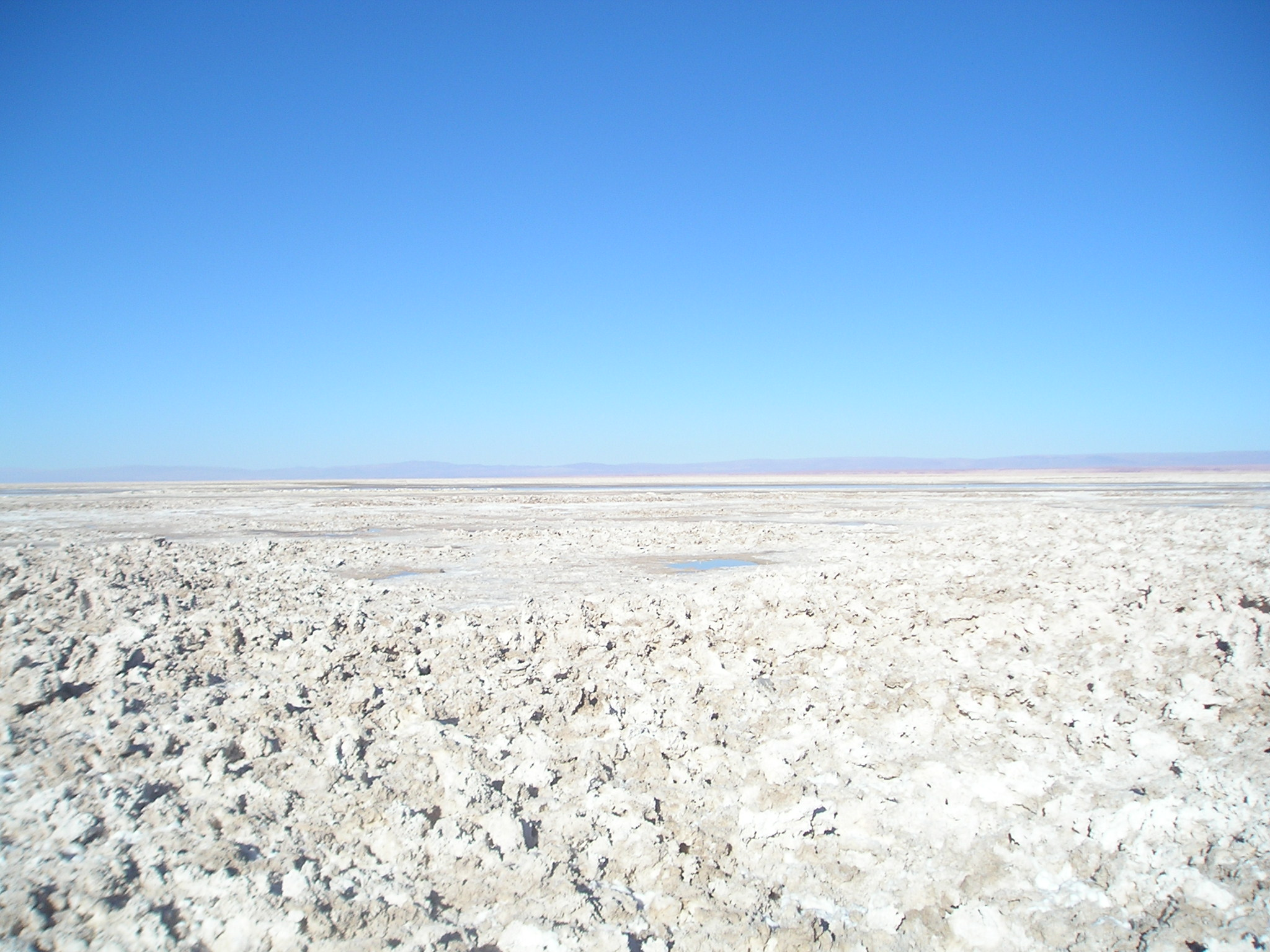
Солончак Салар-де-Атакама в чилийской пуне

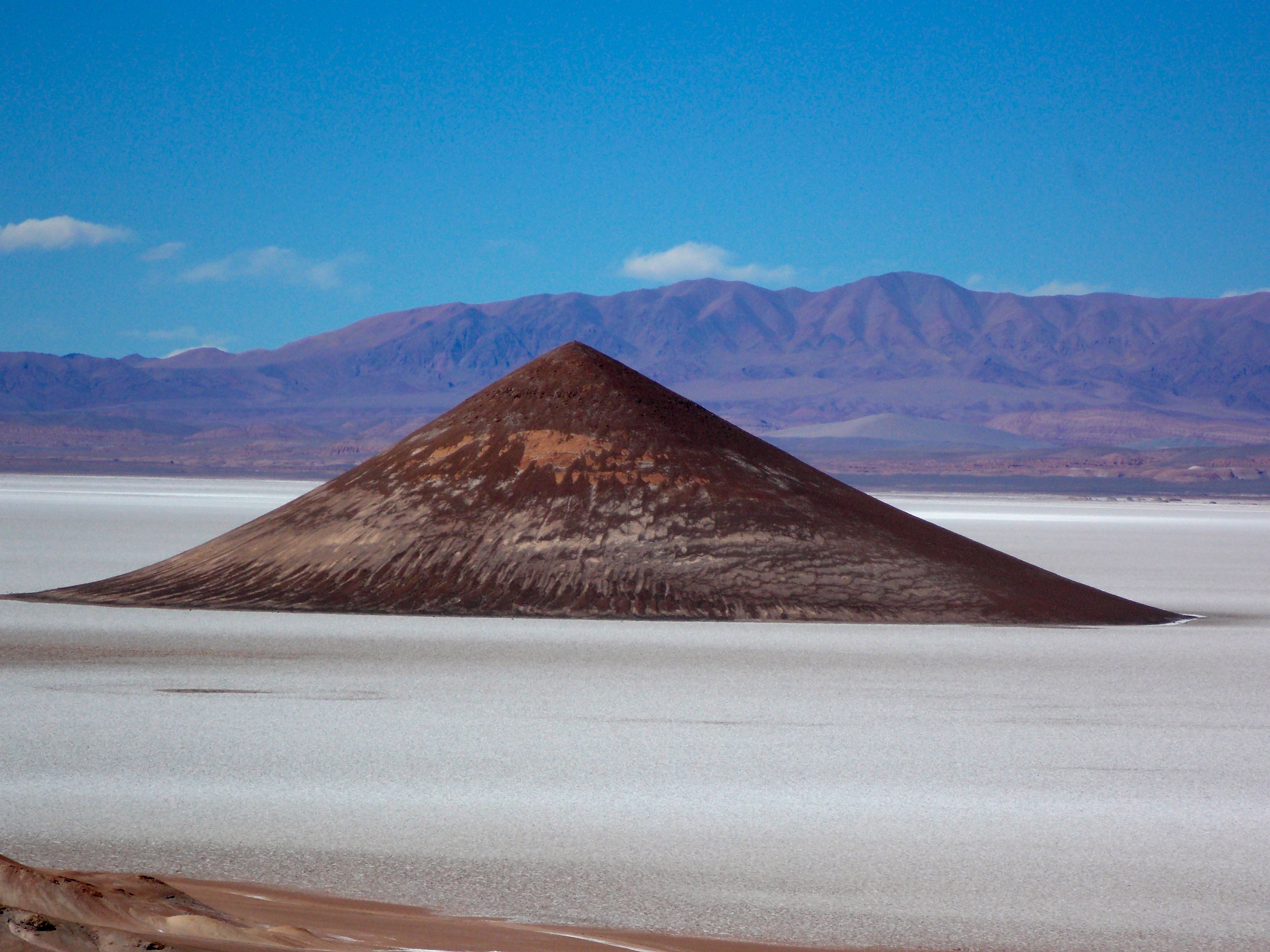
Коно-де-Арита, аргентинская провинция Сальта

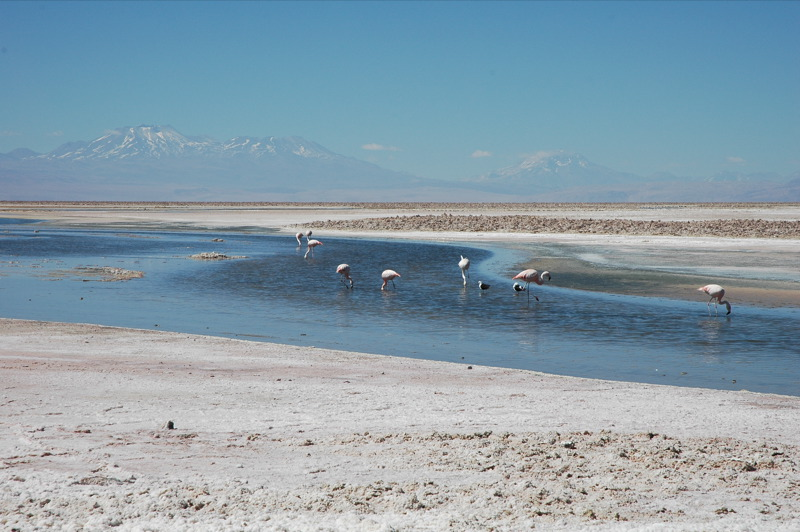
Салар-де-Атакама с вулканами Пулар (слева), Черро Пахоналес (в центре) и Сокомпа (справа) на горизонте. Граница 1899 года проходит по Сокомпе.

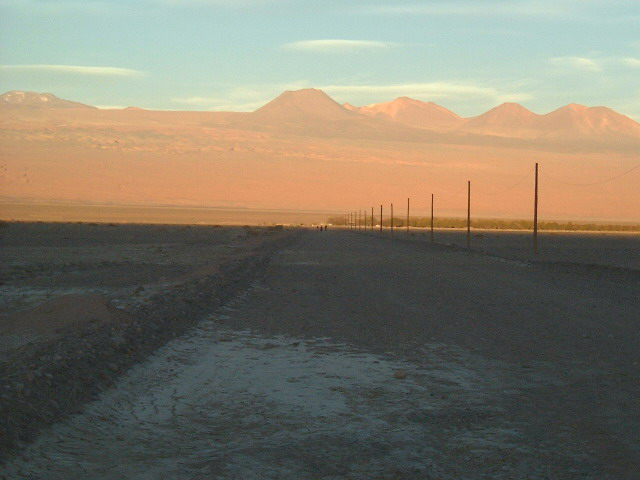
Вид на чилийскую часть пуны

Пуна-де-Атакама или Плато Атакама (исп. Puna de Atacama) — холодное пустынное высокогорное плато в Андах на севере Аргентины и Чили. Регион является самой южной частью Альтиплано и отделён от пустыни Атакама на западе горной цепью Кордильера-Домейко, названную в честь Игнацыя Домейко.
На чилийской части плато начался астрономический проект. Установлен Атакамский большой радиотелескоп ALMA — самый мощный телескоп для наблюдения за развитием Вселенной.

## География
Средняя высота плато 4500 метров над уровнем моря. Площадь плато 180 000 квадратных километров.
В Аргентине Пуна располагается в провинциях Сальта, Жужуй и на западе провинции Катамарка. В Чили Пуна располагается в областях Антофагаста и Атакама.

## Международная граница
До Второй тихоокеанской войны (1879—1883) регион принадлежал Боливии. В 1898 году он был передан Аргентине в обмен на признание Тарихи в составе Боливии. Чили, которая аннексировала боливийскую провинцию Литораль объявила обмен незаконным. Граница была определена в 1899 году путём международного арбитража. Из 75 000 квадратных километров по вердикту 64 000 (85 %) были переданы Аргентине, 11 000 (15 %) — Чили.